# Embryoglossa
Embryoglossa é um gênero de mariposa pertencente à família Crambidae.